# Dumbrava (Cluj)
Dumbrava is een dorp in de gemeente Căpușu Mare in het district Cluj in Roemenië.
Het dorp telt 196 huizen en heeft ongeveer 500 inwoners waarvan 40% Hongaren, 30% Roemenen en 30% Zigeuners.
De Hongaren gaan allemaal naar de gereformeerde (witte) kerk op een heuvel in het midden van het dorp. De dominee heet Mihaly Janos. Hij is afkomstig van het nabij gelegen dorp Izvoru Crișului.
De meeste Roemenen en zigeuners gaan naar de orthodoxe (beige) kerk. Het hoort bij de historische regio Kalotaszeg waar vooral de Hongaren trots op zijn. Het is gelegen tussen de heuvels van de noordelijke West-Karpaten.
Het dorp is gemakkelijk bereikbaar langs de E60, meer bekend als de weg Boedapest-Boekarest. Veel vrachtwagenchauffeurs kennen de grote heuvel die ten zuiden van het dorp ligt, omdat hij zeer steil is. Er zijn namelijk geen bochten op aangelegd met als gevolg dat het zwaar verkeer zeer traag naar boven kan. Het dorp bestaat uit 5 straten. Vroeger was het meer bevolkt maar niet groter in oppervlakte. Er zijn dus minder inwoners per huis.
Het was ook een hoofdgemeente van het naburige Paniceni en Inucu. Nog vroeger terug, toen de adellijke Gyerofi-familie het dorp nog bestuurde was ook Capusu Mare en Dangau Mare afhankelijk van het dorp.

## Straten
1: De Laagstraat: Deze wordt algemeen beschouwd als de hoofdstraat omdat deze naar de E60 loopt in de richting van Cluj (zuidoosten). Hier zijn het schooltje, de bar, de winkel, de drankstokerij en de Mini Panzio (plaatselijke Bed and Breakfast) gelegen.
2: De Kerkhofstraat: Deze loopt van het dorpscentrum naar het zuiden, hier ligt het oude Hongaarse kerkhof. Ook de communistische kolchoz is juist buiten het dorp gelegen langs deze straat gelegen. Deze wordt nu gebruikt als tractorherstelplaats of houtzagerij. Een tijdje was hier ook een bekende struisvogelkwekerij. De vroegere smidse was hier ook maar is al lang afgebroken.
3: De Hoogstraat loopt naar het westen, en daarna naar het zuidoosten zodat het uitkomt op de Kerkhofstraat. In het begin zijn er de dokterspraktijk, het cultuurhuis, de Roemeense kerk. Achter de tuinen zijn de nieuwe kerkhoven voor alle drie gemeenschappen. Eerst de Hongaren, daarna de zigeuners en op het einde van de heuvel de Roemenen.
4: De Kerkstaat loopt naar het noorden. Eerst komt hij voorbij de Hongaarse kerk, na het dorp verlaten te hebben komt het langs de goudsteentjesmijn en het kuruc-gat. Verderop ziet men het dorp Inucu. De zogenaamde goudsteentjes zijn gefossiliseerde schelpen maar de legende vertelt dat de Turken werden achtervolgd door koning Ladislaus en als enige ontsnappingsmogelijkheid beschouwden dat ze hun geld op de grond wierpen in de hoop dat de Hongaren het zouden oprapen en zo de achtervolging staken. Dit gebeurde ook, maar de wijze koning wist dat hij deze overwinningsmogelijkheid niet gauw meer ging krijgen en dus bad hij tot God dat hij het geld veranderde in steen wat volgens de legende dan ook gedaan is. Daarna zijn de Hongaren dan ook gewonnen.
5:De Pusztastraat loopt naar het oosten. Hier stond vroeger het kasteel van de Gyerofi's. Als men uit het dorp gaat is er mooi zicht op de Gyeröffi-szöktetö. Dit is een rots uit kalksteen die boven de weg naar Cluj uittorent.
Het dorp is verzusterd met Oud-Turnhout in België en Őcsény in Hongarije.